# Melbourne City FC
Melbourne City FC este un club profesionist de fotbal din Melbourne, Victoria, Australia, care evoluează în A-League, eșalonul superior al fotbalului din Australia. Clubul a fost fondat în 2009 ca Melbourne Heart, iar în iunie 2014 a fost redenumit în Melbourne City FC. În ianuarie 2014 clubul a fost achiziționat de Manchester City FC, în parteneriat cu clubul  australian de rugby Melbourne Storm.

## Lotul actual
La 22 iulie 2016.
| Nr. |           | Poziție | Jucător         |
| --- | --------- | ------- | --------------- |
| 1   | Danemarca | P       | Thomas Sørensen |
| 2   | Malta     | F       | Manny Muscat    |
| 4   | Australia | F       | Connor Chapman  |
| 5   | Australia | F       | Ivan Franjic    |
| 7   | Australia | A       | Corey Gameiro   |
| 8   | Australia | M       | Neil Kilkenny   |
| 11  | Australia | A       | Bruce Kamau     |
| 17  | Australia | M       | Daniel Arzani   |
| 18  | Australia | M       | Paulo Retre     |
| 20  | Australia | P       | Dean Bouzanis   |

| Nr. |           | Poziție | Jucător                                            |
| --- | --------- | ------- | -------------------------------------------------- |
| 21  | Australia | F       | Ruon Tongyik                                       |
| 22  | Australia | F       | Jack Clisby                                        |
| 23  | Uruguay   | A       | Bruno Fornaroli                                    |
| 25  | Australia | M       | Jacob Melling                                      |
| 26  | Australia | M       | Luke Brattan (împrumutat de la Manchester City)    |
| 27  | Australia | A       | Nick Fitzgerald                                    |
| 28  | Australia | A       | Steve Kuzmanovski                                  |
| 29  | Australia | M       | Anthony Cáceres (împrumutat de la Manchester City) |
| 33  | Australia | F       | Osama Malik                                        |

### Tineret și rezerve
| Nr. |           | Poziție | Jucător         |
| --- | --------- | ------- | --------------- |
| —   | Australia | P       | Alastair Bray   |
| —   | Australia | P       | Chris Maynard   |
| —   | Australia | P       | Marko Stevanja  |
| —   | Australia | F       | Ersin Kaya      |
| —   | Australia | F       | Ross Archibald  |
| —   | Australia | F       | Andrew Cartanos |
| —   | Australia | F       | Andrew Mullett  |
| —   | Australia | F       | Slavisa Saric   |

| Nr. |           | Poziție | Jucător            |
| --- | --------- | ------- | ------------------ |
| —   | Australia | M       | Luke O'Dea         |
| —   | Australia | M       | Paulo Retre        |
| —   | Australia | M       | Alexander Dao      |
| —   | Australia | M       | Hernan Espindola   |
| —   | Australia | M       | Philip Petreski    |
| —   | Australia | M       | Marcus Schroen     |
| —   | Australia | A       | Stipo Andrijasevic |

## Antrenori
| Început           | Sfârșit           | Nume              | MJ | V  | E  | Î  | GM | GP | GD  | Victorii % |
| ----------------- | ----------------- | ----------------- | -- | -- | -- | -- | -- | -- | --- | ---------- |
| 12 octombrie 2009 | 5 aprilie 2012    | John van 't Schip | 58 | 17 | 21 | 20 | 67 | 79 | -12 | 29.31      |
| 8 mai 2012        | 28 decembrie 2013 | John Aloisi       | 39 | 8  | 7  | 24 | 40 | 62 | -22 | 20.5       |
| 30 decembrie 2013 | prezent           | John van 't Schip | 9  | 6  | 2  | 1  | 19 | 8  | +11 | 66.7       |